# Kärrtofsspinnare
Kärrtofsspinnare (Orgyia recens) är en fjärilsart som först beskrevs av Jacob Hübner 1819.  Kärrtofsspinnare ingår i släktet Orgyia, och familjen tofsspinnare. Arten är reproducerande i Sverige.

## Bildgalleri

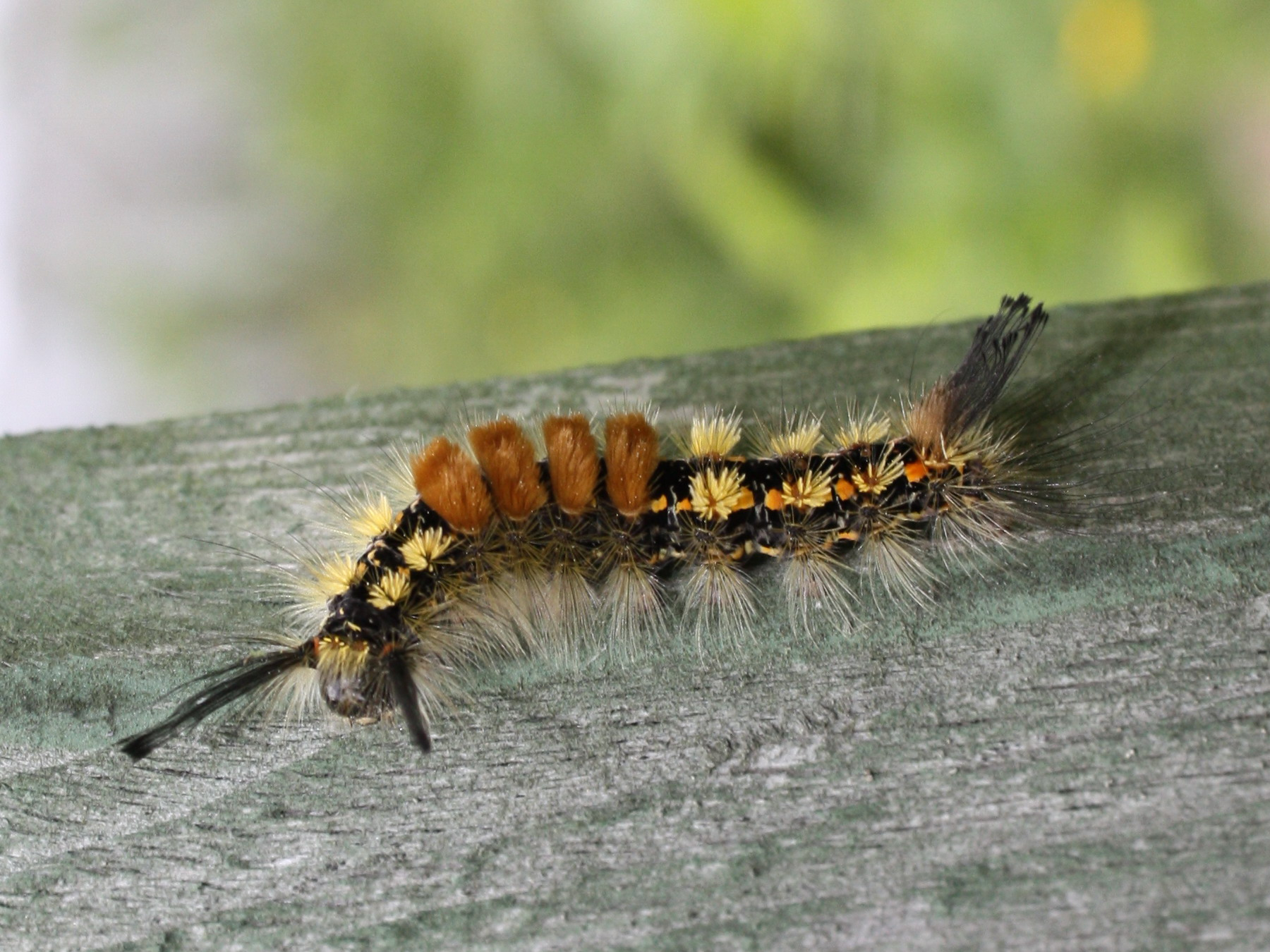